# Kang Chul
Kang Chul (2 de novembro de 1971) é um treinador e ex-futebolista profissional sul-coreano que atuava como defensor.

## Carreira
Kang Chul representou a Seleção Sul-Coreana de Futebol nas Olimpíadas de 1992 e 2000.